# Мошкино (Ленинградская область)
Мошкино — деревня в Доможировском сельском поселении Лодейнопольского района Ленинградской области.

## История
ВОЛОСКОВЩИНА (МОСКИНА) — деревня при реке Ояти, число дворов — 5, число жителей: 17 м. п., 19 ж. п. (1879 год)

В конце XIX — начале XX века деревня административно относилась к Доможировской волости 3-го стана Новоладожского уезда Санкт-Петербургской губернии.
С 1917 по 1919 год деревня Шишино входила в состав Доможировской волости Новоладожского уезда.
С 1919 года в составе Пашской волости Волховского уезда.
С 1926 года в составе Антомановского сельсовета.
С 1927 года в составе Пашского района.
С 1928 года в составе Доможировского сельсовета.
С 1 января 1932 года деревня Шишино учитывается областными административными данными как деревня Мошкино. Согласно карте Ленинградской области Северо-западного аэрогеодезического треста ГГУ издания 1932 года деревня насчитывала 4 крестьянских двора.

Деревня Мошкино на карте РККА 1940 года

На карте РККА 1940 года деревня Мошкино обозначена как безымянный населённый пункт к востоку и смежно с деревней Кургино.
На 1 января 1950 года в деревне Мошкино числилось 32 хозяйства и 107 жителей.
С 1955 года в составе Новоладожского района.
В 1961 году население деревни составляло 182 человека.
С 1963 года в составе Волховского района.
По данным 1966 и 1973 годов деревня Мошкино также входила в состав Доможировского сельсовета Волховского района.
По данным 1990 года деревня Мошкино входила в состав Доможировского сельсовета Лодейнопольского района.
В 1997 году в деревне Мошкино Доможировской волости проживали 610 человек, в 2002 году — 529 человек (русские — 96 %).
С 1 января 2006 года в составе Вахновакарского сельского поселения.
В 2007 году в деревне Мошкино Вахновокарского СП проживали 552 человека, в 2010 году — 371 человек.
С 2012 года в составе Доможировского сельского поселения.

## География
Деревня расположена в западной части района к северо-западу от автодороги Р21 (E 105) «Кола» (Санкт-Петербург — Петрозаводск — Мурманск).
Расстояние до административного центра поселения — 1 км.
Расстояние до ближайшей железнодорожной станции Оять-Волховстроевский — 6 км.
Деревня находится на правом берегу реки Оять.

## Демография
| 1879 | 1950 | 1997 | 2007 | 2010 | 2014 | 2017 |
| ---- | ---- | ---- | ---- | ---- | ---- | ---- |
| 36   | ↗107 | ↗610 | ↘552 | ↘371 | ↗508 | ↘471 |

### Национальный состав
Согласно данным Всероссийской переписи населения 2021 года в деревне проживали 385 человек, из них:
 русские — 378, молдаване — 2, грузины — 1, киргизы — 1, татары — 1, узбеки — 1, украинцы — 1 человек.

## Инфраструктура
По данным администрации Доможировского сельского поселения:
- на 1 января 2014 года в деревне было зарегистрировано 172 домохозяйства и 522 жителя[18].
- на 1 января 2021 года в деревне было зарегистрировано 161 домохозяйство и 424 жителя[19].

## Улицы
Лесная, Рабочая, Рекинский переулок, Сплавная, Студенческая.